# 문예원
문예원(文藝媛, 1991년 9월 10일 ~ )은 대한민국의 배우이다.

## 생애
- 반려견을 기르고 있다.
- 고등학교 때 외국으로 골프유학을 다녀와서 영어를 잘한다.
- <곤지암>에서 재미교포 역할을 맡았는데 '샬롯'은 문예원의 실제 영어 이름이기도 하다.
- 종종 인스타그램 라이브를 한다. 팬이라면 들어가서 보도록 하자.
- 태어나서 공포 영화를 한 번도 제대로 못 볼 정도로 겁이 많아, <곤지암>에서 연기할 때 힘이 많이 들었다고 한다.
- 영화 대본을 보는데 몇 글자도 읽어지지가 않을 정도로 무서웠다고 한다. 그래도 배우는 게 있겠다 싶어서 생애 첫 오디션을 보았고, 합격했다
- 중학교 때 해외로 골프유학을 떠났고 고등학교 때 한국에 돌아와서는 20대 초반에 댄서를 하면서 댄서팀을 운영했었다.
- 그리고 뒤늦게 동덕여대에 입학하면서 배우의 길을 걷게 되었다고 한다.

## 학력
- 동덕여자대학교 방송연예과 (졸업)

## 출연작

### 영화
| 연도 | 제목   | 역할 | 비고 |
| ---- | ------ | ---- | ---- |
| 2018 | 곤지암 | 샬롯 |      |

### 드라마
| 연도 | 방송사     | 제목                | 역할   | 비고   |
| ---- | ---------- | ------------------- | ------ | ------ |
| 2018 | 웹드라마   | 음주가무 시즌2      | 정지연 | 13부작 |
| 2018 | MBC        | 붉은 달 푸른 해     | 최미선 | 32부작 |
| 2019 | JTBC       | 리갈 하이           | 남설희 | 16부작 |
| 2020 | SBS        | 하이에나            | 백운미 | 16부작 |
| 2021 | tvN        | 해피니스            | 우상희 | 12부작 |
| 2021 | 쿠팡플레이 | 어느 날             | 강다경 | 8부작  |
| 2022 | KBS2       | 삼남매가 용감하게   | 이상민 | 51부작 |
| 2022 | ENA        | 얼어죽을 연애따위   | 안소연 | 16부작 |
| 2023 | ENA        | 낮에 뜨는 달        | 최나연 | 14부작 |
| 2024 | JTBC       | 낮과 밤이 다른 그녀 | 탁천희 | 16부작 |